# Солдатов, Саша
Саша Солдатов (англ. Sasha Soldatow, настоящее имя Александр Павлович Солдатов; 7 декабря 1947, Плохинген — 30 августа 2006, Сидней) — австралийский писатель

, 
публицист, художник-акционист и гей-активист русского происхождения.

## Биография
Рос в Австралии с 1949 года, изучал историю и музыку в Мельбурнском университете. С 1972 г. жил в Сиднее, занимался журналистикой, работал на телеканале SBS как автор субтитров к советским кинофильмам. С 1970-х гг. участвовал в сиднейском гей-движении. В 1980 г. опубликовал публицистическую книгу «Политика Олимпийских игр» (англ. Politics of the Olympics).
В 1988 году выпустил дебютную книгу рассказов «Частное владение. Не открывайте» (англ. Private - Do Not Open), за которой последовали ещё две художественные книги — «Приключения Салли-рокнрольщицы» (англ. The Adventures of Rock-n-Roll Sally; 1990, на основе авторского перформанса 1979 года) и автобиографический роман «Маяковский в Бонди» (англ. Mayakovsky in Bondi; 1993), в котором герой-рассказчик соотносит свои размышления о любви и смерти с биографией Владимира Маяковского.
Составил собрание стихотворений австралийского поэта Гарри Хутона. На протяжении многих лет переводил на английский язык стихи Анны Ахматовой, в 1993 году опубликовал в Сиднее свой перевод ахматовского «Реквиема».